# 2019年世界柔道選手権大会
2019年世界柔道選手権大会（第37回世界柔道選手権大会）は、2019年の8月25日から9月1日の8日間に渡って日本の東京で開催された柔道の世界柔道選手権大会。無差別を除いた男女7階級の個人戦と男女混合の団体戦が実施された。日本での開催は2010年の世界選手権以来9年ぶり6度目の開催となる。2020年の東京オリンピックと同じく、日本武道館で実施された。今大会は東京オリンピックのテスト大会と位置付けられた。

## 大会結果

### 男子
| 階級         | 金                     | 銀                             | 銅                                                    |
| ------------ | ---------------------- | ------------------------------ | ----------------------------------------------------- |
| 60 kg以下級  | ルフミ・チフビミアニ   | シャラフディン・ルトフィラエフ | 永山竜樹 エルドス・スメトフ                           |
| 66 kg以下級  | 丸山城志郎             | 金琳煥                         | 阿部一二三 デニス・ビエル                             |
| 73 kg以下級  | 大野将平               | ルスタム・オルジョフ           | ヒダヤト・ヘイダロフ デニス・ヤルツェフ               |
| 81 kg以下級  | サギ・ムキ             | マティアス・カス               | アントワーヌ・ヴァロア＝フォルティエ ルカ・マイスラゼ |
| 90 kg以下級  | ノエル・ファントエンド | 向翔一郎                       | アクセル・クレルジュ ネマニャ・マイドフ               |
| 100 kg以下級 | ジョルジ・フォンセカ   | ニヤス・イリアソフ             | ウルフ・アロン ミハエル・コレル                       |
| 100 kg超級   | ルカシュ・クルパレク   | 原沢久喜                       | ロイ・メイヤー キム・ミンジョン                       |

### 女子
| 階級        | 金                     | 銀                     | 銅                                                      |
| ----------- | ---------------------- | ---------------------- | ------------------------------------------------------- |
| 48 kg以下級 | ダリア・ビロディド     | 渡名喜風南             | ムンフバット・ウランツェツェグ ディストリア・クラスニキ |
| 52 kg以下級 | 阿部詩                 | ナタリア・クジュティナ | 志々目愛 マイリンダ・ケルメンディ                       |
| 57 kg以下級 | 出口クリスタ           | 芳田司                 | ユリア・コバルチク ラファエラ・シルバ                   |
| 63 kg以下級 | クラリス・アグベニュー | 田代未来               | マルティナ・トライドス ユール・フランセン               |
| 70 kg以下級 | マリー＝エヴ・ガイエ   | バルバラ・ティモ       | サリー・コンウェイ マルゴー・ピノ                       |
| 78 kg以下級 | マドレーヌ・マロンガ   | 濵田尚里               | マイラ・アギアル ロリアナ・クカ                         |
| 78 kg超級   | 素根輝                 | イダリス・オルティス   | 朝比奈沙羅 カイラ・サイト                               |

### 男女混合団体戦
| 開催年 | 優勝                                                                              | 2位 | 3位 | 3位 |
| 2019   | 日本 芳田司 玉置桃 大野将平 橋本壮市 新井千鶴 大野陽子 村尾三四郎 濵田尚里 影浦心 | フランス サラ＝レオニー・シジク キリアン・ル・ブルーシュ ギヨーム・シェヌ マリー＝エヴ・ガイエ アクセル・クレルジュ マドレーヌ・マロンガ アレクサンドル・イディア シリル・マレ | ロシア ダリア・メジェツカヤ ヤゴ・アブラゼ レチ・エディエフ アレナ・プロコペンコ フセン・ハルムルザエフ クセニア・チビソワ イナル・タソエフ | ブラジル ラファエラ・シルバ エドゥアルド・バルボサ マリア・ポルテラ エドゥアルド・ユウジ・サントス ラファエル・マセド マリア・アルテマン ラファエル・シルバ ダビド・モウラ |

## メダル獲得数の国別一覧
| 順 | 国・地域         | 金 | 銀 | 銅 | 計 |
| -- | ---------------- | -- | -- | -- | -- |
| 1  | 日本             | 5  | 6  | 5  | 16 |
| 2  | フランス         | 3  | 1  | 2  | 6  |
| 3  | ポルトガル       | 1  | 1  | 0  | 2  |
| 4  | オランダ         | 1  | 0  | 3  | 4  |
| 5  | カナダ           | 1  | 0  | 1  | 2  |
| 5  | ジョージア       | 1  | 0  | 1  | 2  |
| 7  | チェコ           | 1  | 0  | 0  | 1  |
| 7  | イスラエル       | 1  | 0  | 0  | 1  |
| 7  | ウクライナ       | 1  | 0  | 0  | 1  |
| 10 | ロシア           | 0  | 2  | 2  | 4  |
| 11 | アゼルバイジャン | 0  | 1  | 1  | 2  |
| 11 | 韓国             | 0  | 1  | 1  | 2  |
| 13 | ベルギー         | 0  | 1  | 0  | 1  |
| 13 | キューバ         | 0  | 1  | 0  | 1  |
| 13 | ウズベキスタン   | 0  | 1  | 0  | 1  |
| 16 | ブラジル         | 0  | 0  | 3  | 3  |
| 16 | コソボ           | 0  | 0  | 3  | 3  |
| 18 | ドイツ           | 0  | 0  | 1  | 1  |
| 18 | カザフスタン     | 0  | 0  | 1  | 1  |
| 18 | モルドバ         | 0  | 0  | 1  | 1  |
| 18 | モンゴル         | 0  | 0  | 1  | 1  |
| 18 | ポーランド       | 0  | 0  | 1  | 1  |
| 18 | セルビア         | 0  | 0  | 1  | 1  |
| 18 | トルコ           | 0  | 0  | 1  | 1  |

## 優勝者の世界ランキング

### 男子
| 60 kg級    | ジョージア | ルフミ・チフビミアニ   | 9位  |
| 66 kg級    | 日本       | 丸山城志郎             | 2位  |
| 73 kg級    | 日本       | 大野将平               | 14位 |
| 81 kg級    | イスラエル | サギ・ムキ             | 2位  |
| 90 kg級    | オランダ   | ノエル・ファントエンド | 10位 |
| 100 kg級   | ポルトガル | ジョルジ・フォンセカ   | 8位  |
| 100 kg超級 | チェコ     | ルカシュ・クルパレク   | 2位  |

### 女子
| 48 kg級   | ウクライナ | ダリア・ビロディド     | 2位 |
| 52 kg級   | 日本       | 阿部詩                 | 3位 |
| 57 kg級   | カナダ     | 出口クリスタ           | 2位 |
| 63 kg級   | フランス   | クラリス・アグベニュー | 1位 |
| 70 kg級   | フランス   | マリー＝エヴ・ガイエ   | 2位 |
| 78 kg級   | フランス   | マドレーヌ・マロンガ   | 4位 |
| 78 kg超級 | 日本       | 素根輝                 | 6位 |

(出典、JudoInside.com)。

## 世界ランキング1位の成績

### 男子
| 60 kg級    | ロシア           | ロベルト・ムシビドバゼ       | 2回戦敗退 |
| 66 kg級    | ジョージア       | バジャ・マルグベラシビリ     | 3回戦敗退 |
| 73kg級     | アゼルバイジャン | ルスタム・オルジョフ         | 2位       |
| 81 kg級    | イラン           | サイード・モラエイ           | 5位       |
| 90 kg級    | スペイン         | ニコロス・シェラザディシビリ | 3回戦敗退 |
| 100 kg級   | ジョージア       | ヴァルラーム・リパルテリアニ | 7位       |
| 100 kg超級 | ジョージア       | グラム・ツシシビリ           | 5位       |

### 女子
| 48 kg級   | 日本     | 渡名喜風南                 | 2位       |
| 52 kg級   | フランス | アマンディーヌ・ブシャール | 5位       |
| 57 kg級   | 日本     | 芳田司                     | 2位       |
| 63 kg級   | フランス | クラリス・アグベニュー     | 優勝      |
| 70 kg級   | 日本     | 新井千鶴                   | 3回戦敗退 |
| 78 kg級   | ブラジル | マイラ・アギアル           | 3位       |
| 78 kg超級 | キューバ | イダリス・オルティス       | 2位       |

(出典、JudoInside.com)。

## 今大会での新ルール適用について
2019年1月のIJFレフェリー&コーチ・ルールセミナーにおいて以下の事項が確認された。
- 抑え込みは15秒で技ありだったが、10秒とする。一本は従来とおり20秒。

- 従来は指導4まで積み重なると反則負けになったが、それが指導3までに変更される。

- 本戦のみならず、GSにおいても技のスコアのみで勝敗が決せられる。そのため、従来のように指導差での勝利は認められない(但し、本戦GSを問わず指導3まで積み重なった場合は反則負けとなる)。

- 下半身に手や腕が触れる行為は従来一発で反則負けを与えられていたが、他の反則同様指導1に変更される。

- 標準的でない変則組み手(クロスグリップやピストルグリップ、片襟や帯を掴む組み手など)になった場合、即座に攻撃しなければ指導を与えられる。

- 攻撃を試みなかったり防御に徹するなど、柔道精神に反する消極的な姿勢が見られた場合は指導が与えられる。

- 投げられた際にスコアになるのを避けようとしてブリッジの姿勢になった場合は一本とみなされる。また、投げられた際に頭部を使って逃れようとした場合は反則負けが与えられていたが、背負落もしくは膝付きの背負投、両袖からの袖釣込腰、両襟からの腰車などで故意でない場合は罰則なしに。

- 両者、立ち姿勢での絞め技や関節技は認められなくなった(飛び十字などは認められない)。巴投を仕掛けながら腕挫十字固を極める巴十字には指導が与えられることになった。巴投げを仕掛けた後に関節技に移行する場合は問題ない。防御側が膝のみついて仕掛ける側が両膝をついていない場合は仕掛ける側の投げ技、関節技、絞め技、抑込技も認められる。

- 相手の肘を曲げずに伸ばした状態で袖釣込腰など通常、負傷する様な両者、立ち姿勢での関節技・絞め技を仕掛けた場合、反則負けが適用される。

- 裏固を有効な抑え込みと認める。一方、シバロック(一平返し)は腕を覆わない形では認められなくなった。変形送襟絞(ボウアンドアローチョーク)など絞め技・関節技で相手の脚を過度に伸張させることは禁じられ、待てのみから指導も与えられることとなった。肩三角グリップは寝技の時のみ認められる。但し、相手の身体を両脚で固定した場合は待てが掛かる。

- ベアハグを仕掛ける側が少なくても片手は防御側を持ってからでなければ、指導が与えられる。触っただけでは、持った、とはみなされない。相手に持たれてるのみで自身は相手を持っていない状態からのベアハッグも指導となる。

- 返し技において、畳に着地した際の衝撃を利用して返し技を仕掛けることは認められない。先に畳に背を付けてから返し技を繰り出してもスコアにはならない。

- 両肘、両膝の4点が付いている場合、腹をついてる場合は寝姿勢とみなされる。そのため、そこから相手を引き揚げて投げ技を仕掛けても、寝技への移行とみなされてスコアにはならない。一方、防御側がその状態から自ら立ち上がって投げ技を仕掛けられた場合、スコアの対象となる。

- 投げ技においては両肘、両膝の4点のいずれか1つでも満たしていない場合かつ腹をついいていない場合は立ち姿勢とみなされて、その状態から投げ技を仕掛けられたらスコアの対象となる。この場合、防御側が相手の脚に触れると指導が与えられる。なお、技を仕掛ける側はその状態から直ちに攻撃しなければ待てとなる。

- 場外指導の場合、今までは場外に出た選手が指導を取られるケースが圧倒的に多かったが、今後は明らかに押し出したとみなされる場合は、押し出した側に指導を与えることになった。また、寝姿勢における場外逃避も指導の対象となる。

- 柔道衣の帯より外に上衣の裾（背部を含む）が出るなど試合中に柔道衣が乱れた場合は、待てが掛かった直後に選手自ら柔道衣を素早く整えなければならない。それを怠って主審に2度注意された場合は指導が与えられる。なお、帯を解いて柔道衣を整える場合は、主審の指示や許可を得なければならない。

- 両者反則負けが導入されることになった(決勝で両者反則負けが言い渡された場合はともに2位、3位決定戦ではともに5位、準々決勝以前では両者失格となる)

- 主審に大きなミスが認められない限り、ジュリーやスーパーバイザーはできる限り判定に介入しない。

## 備考
- 今大会の公式ロゴマークは、柔道の精神が連綿と受け継がれていることを表現するために、JUDOという文字そのものを柔道家に見立てた上で、それらを黒帯の一本道で繋いだものとなった。さらに、このロゴマークに合わせたメインビジュアルの対象に、柔道の創始者である嘉納治五郎を始め、アントン・ヘーシンク、斉藤仁、イングリッド・ベルグマンス、谷亮子、テディ・リネール、阿部一二三、阿部詩、ダリア・ビロディドが選ばれた[12]。

- 今大会にちなんで、2019人分の柔道衣姿を並べた全長約600メートルに及ぶポスターが、「世界で最も長いポスターの列」としてギネス認定された[13]

- 観客やテレビ視聴者にとってより見やすい畳の色を検討した結果、今大会では試合場内が従来の黄色から青色、場外がより鮮明な赤色の畳を採用することに決まった。2020年の東京オリンピックでも使われることになる予定[14][15]。しかし大会後、オリンピック放送機構が試合場内の青色の畳が白い柔道着に反射すると指摘したことにより、オリンピックでは畳の色が変更される予定だという[16]。使用した畳は2019年の台風15号と台風19号の被災地となった福島、千葉、長野に寄贈されることとなった[17]。

- 2019年3月に全柔連は、柔道日本代表の愛称を東宝映画の怪獣ゴジラにちなんで、「ゴジラジャパン」と名付けることに決めた。全柔連科学研究部の試合映像分析システムは通称「ゴジラ」と呼ばれており、それを知った東宝側との対話がきっかけとなった。同じ日本発祥であり、また、「ゴジラ」の力強さが柔道のイメージと一致するなどの理由で決まった。なお、日本代表選手のジャージーにはゴジラのイラストが入ることになる[18][19][20]。

- 全柔連は今大会に際して、内柴正人が代表チームの監督を務めるキルギス柔道連盟に対して、練習場所や稽古相手の斡旋などの協力をしないことに決めた。IJFの方針には従うが、それ以上のことは行わないという。内柴はオリンピックの66 kg級で2連覇を果たしながらも後に準強姦罪で実刑判決を受けて、全柔連から会員登録の永久停止処分を科された[21][22]。

- 今大会では史上最高となる147か国・地域が参加すると発表された。選手数は2011年の世界選手権で記録した865名に次ぐ841名となった。また、今大会の66 kg級は92名の出場となり、階級別の参加数では史上最高を記録した[23]。しかしながら、実際に参加したのは143か国・地域から828名だった[5]。

- 今大会に北朝鮮から男女8名が参加予定であったものの、出場を取りやめる事態となった。なお、理由は明らかにされていない[24][25]。

- 男女混合団体戦は2019年世界柔道団体選手権大会であった。難民チームであるIJFチームを含む15チームが参加。世界柔道選手権大会初日前日の8月24日、東京ドームホテルで行われたジョージ・カーによる抽選で1回戦は女子70 kg級が先鋒となった。そして、1回戦の次鋒は男子90 kg級、2回戦である準々決勝戦は男子90 kg級、準決勝戦と敗者復活戦は女子70 kg超級、決勝戦と3位決定戦は男子90 kg級と順に先鋒となった[26]。

- 今大会にイランから81 kg級世界チャンピオンのサイード・モラエイや73 kg級世界3位のモハマド・モハマディが出場予定だったものの、両者ともイスラエルの選手と対戦する可能性が少なからずあることから、イスラエル選手との対戦を容認しないイラン政府の政策に従わざるを得ず出場しないとも報じられたが[27][28]、モラエイは参加することになった[29]。その大会でモラエイはイスラエルのサギ・ムキが決勝進出を決めた直後の準決勝でマティアス・カスに敗れると、勝てばムキと同じ表彰台に立たなければならない3位決定戦でもジョージアのルカ・マイスラゼに敗れて5位に終わった。試合後にイスラエル柔道連盟会長のポンテは、モラエイが家族の安全を守るために準決勝と3位決定戦で敢えて敗れる道を選ばざるをえなかったと、自身が得た情報を基に示唆した[30]。その後、IJF会長のビゼールは、イラン側がモラエイ本人や家族に対して試合を棄権するよう圧力をかけたことを明らかにして、イラン側の対応を厳しく批判した。モラエイ本人も大会後、イランオリンピック委員会会長のサイド・レザ・サレヒ・アミリとスポーツ大臣のダバル・ザニから試合中に棄権を強要されたことを明らかにした。「家族と私に何が起こるかを恐れている」「私は最後まで闘いたいが、国が許さない。助けが必要だ」とも訴えた。IJFに救いを求めたモラエイはビザを所有しているドイツに滞在していることから、ビゼールはモラエイを難民選手団の一員として東京オリンピックに出場させたい意向を示した。なお、モラエイ本人はドイツに難民申請するつもりはなく、東京オリンピックには難民選手団でなくオリンピック旗の下、中立の立場での参加を希望すると語った。その後、滞在しているドイツの当局から正式な難民認定を受けることになった。また、ビゼールはこの件でイラン柔道連盟を処分する可能性を示唆した[31][32][33][34][35][36]。9月にIJFはイラン柔道連盟に暫定的な資格停止処分を科した。そのため、IJF主催の大会にイランから選手は参加できなくなった[37][38]。10月にIJFはイラン柔道連盟に対して正式な資格停止処分を下した。イラン側がIJFの規定を尊重してイスラエル選手との対戦を受け入れるまで処分は継続されることになるという[39]。なお、イスラエル選手との対戦が許されないことを理由に2018年にイランを離れてオランダのアーネムに移住した60 kg級のモハンマド・ラシュノネジャドは、今大会で初めて結成された難民選手団の一員として参加した[40][41]。

- 2019年3月以降に日本武道館に増設された中武道場がウォームアップエリアとなった。国際柔道連盟によりYouTubeで映像が消灯時を含め生中継された。

## 賞金
今大会は個人戦の優勝者に7万2000ドル、そのコーチに1万8000ドル、2位に4万8千ドル、そのコーチに1万2000ドル、3位に2万ドル、そのコーチに5000ドルがそれぞれ与えられた。

## 首相らの来訪
今大会最終日となる団体戦決勝の日本対フランス戦には、首相の安倍晋三、東京オリンピック・パラリンピック競技大会組織委員会会長の森喜朗　文部科学大臣の柴山昌彦、スポーツ庁長官の鈴木大地、東京都知事の小池百合子及びIJF親善大使でもある寬仁親王妃信子などが来訪して、IJF会長のマリウス・ビゼール、全日本柔道連盟会長の山下泰裕、講道館館長の上村春樹らとともに試合の模様を観戦した。表彰式では安倍晋三が優勝した日本チームにトロフィーを手渡した。

## 日本での放送
今大会はフジテレビ系列で放送された。ナビゲーターを野村忠宏、解説を平岡拓晃、穴井隆将、谷本歩実、佐藤愛子、中継キャスターを宮司愛海、実況を鈴木芳彦、西岡孝洋、竹下陽平、森昭一郎、中村光宏、リポーターを松山三四六がそれぞれ担当した。また、スペシャルゲストとして村上信五が登場した。
この他、『サザエさん』のフグ田サザエ（声 - 加藤みどり）が中継の番宣CMに登場し、野村ナビゲーターと共演、更に中継初回の8月25日と最後の9月1日には、『サザエさん』終了直後のジャンクションにもサザエと野村ナビゲーターが登場して告知した。また『サザエさん』8月25日放送分では、本大会の宣伝的作品として、磯野波平（声 - 茶風林）が柔道に挑戦する「波平、柔の道」（作品No.7991）が放送された。